# 仙台市新田東総合運動場
仙台市新田東総合運動場（せんだいししんでんひがしそうごううんどうじょう）は、宮城県仙台市宮城野区にある運動場。愛称は元気フィールド仙台。
公益財団法人・仙台市スポーツ振興事業団が指定管理者として管理している。

## 概要
国道4号（仙台バイパス）沿いに立地。2007年（平成19年）6月に開設。宮城野体育館、仙台市民球場の他、温水プール、アーチェリー場、ボルダリング室、スケートボードパークを構える。

## 施設概要

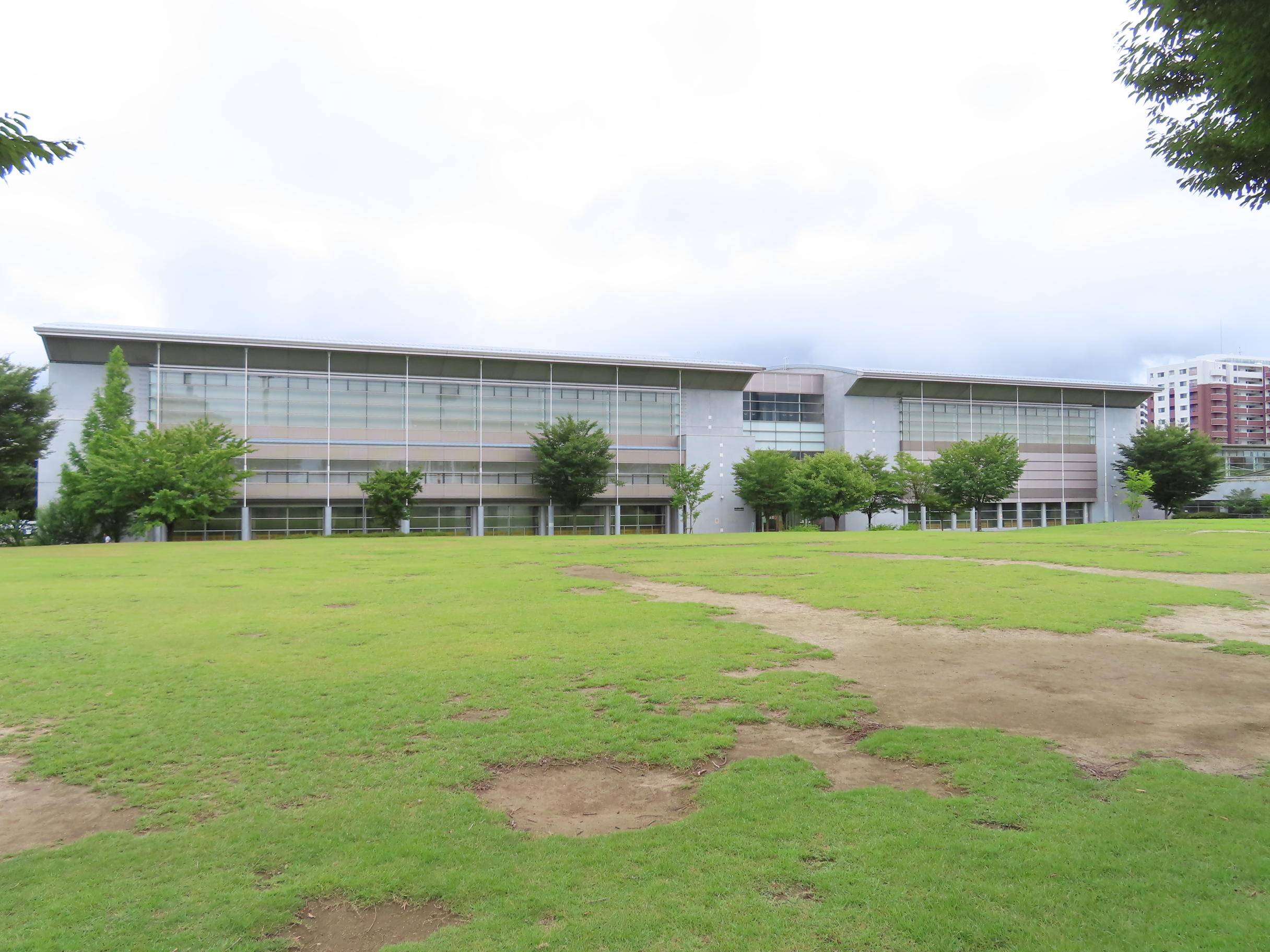
宮城野体育館
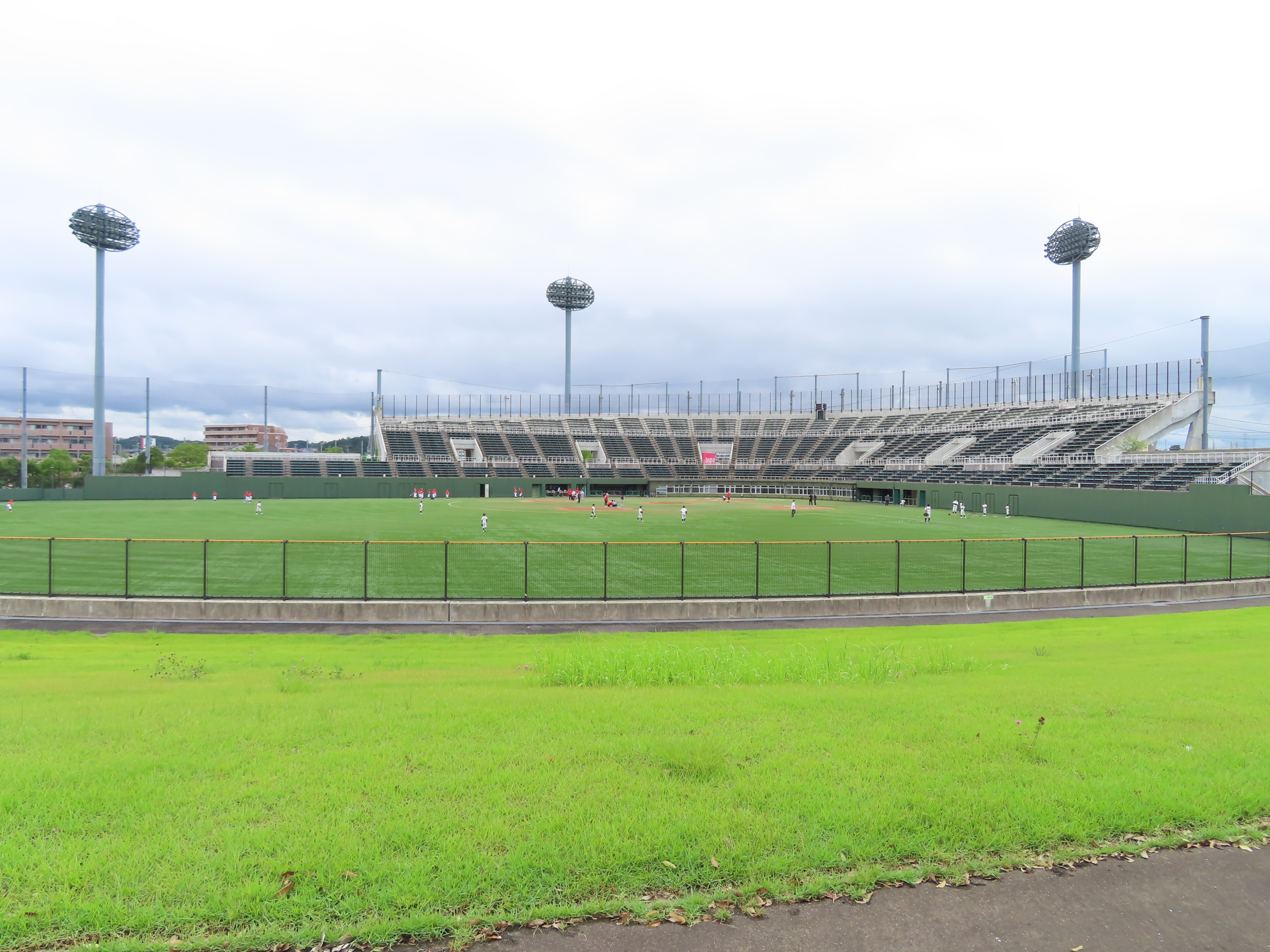
仙台市民球場
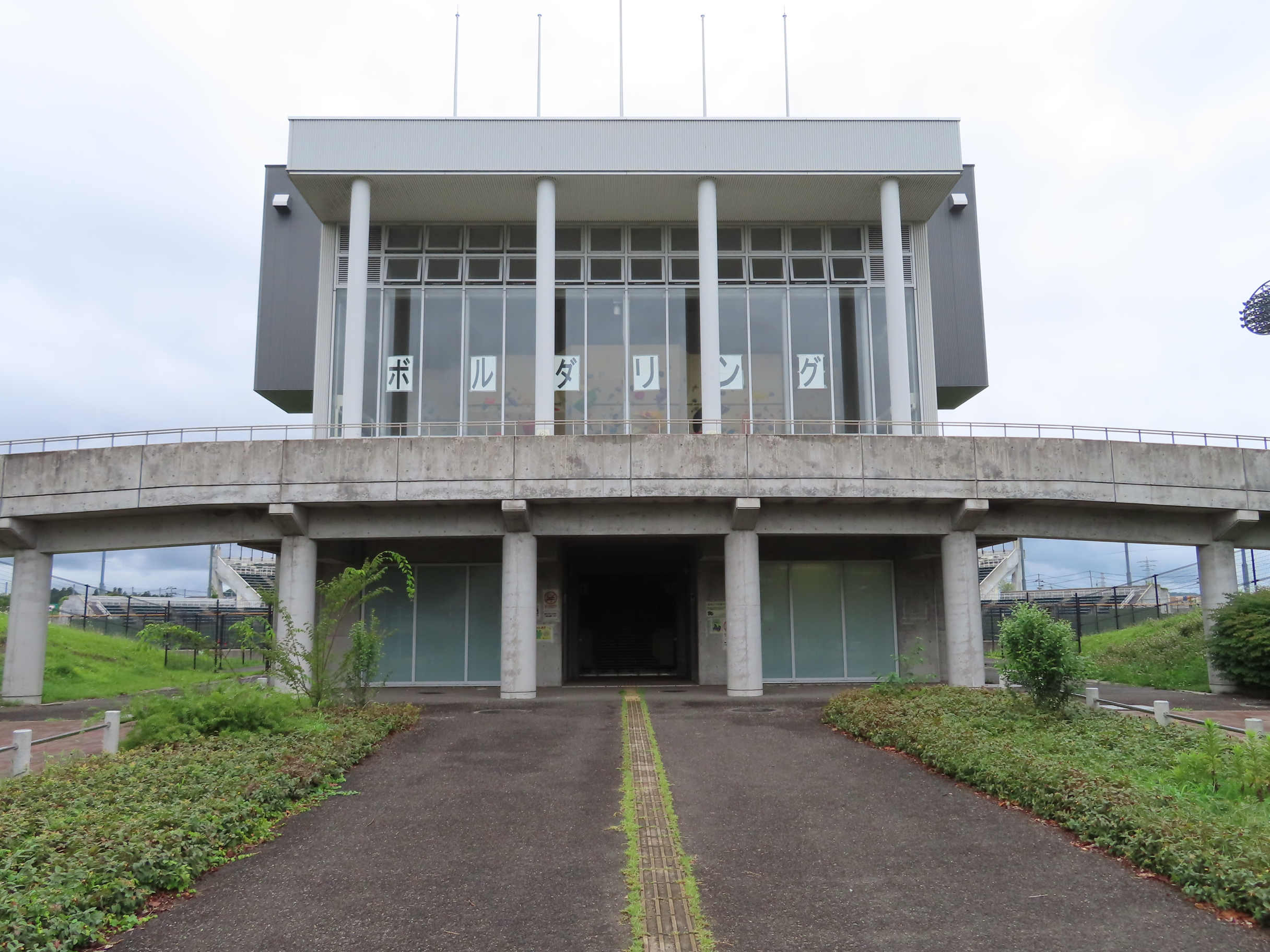
ボルタリング室
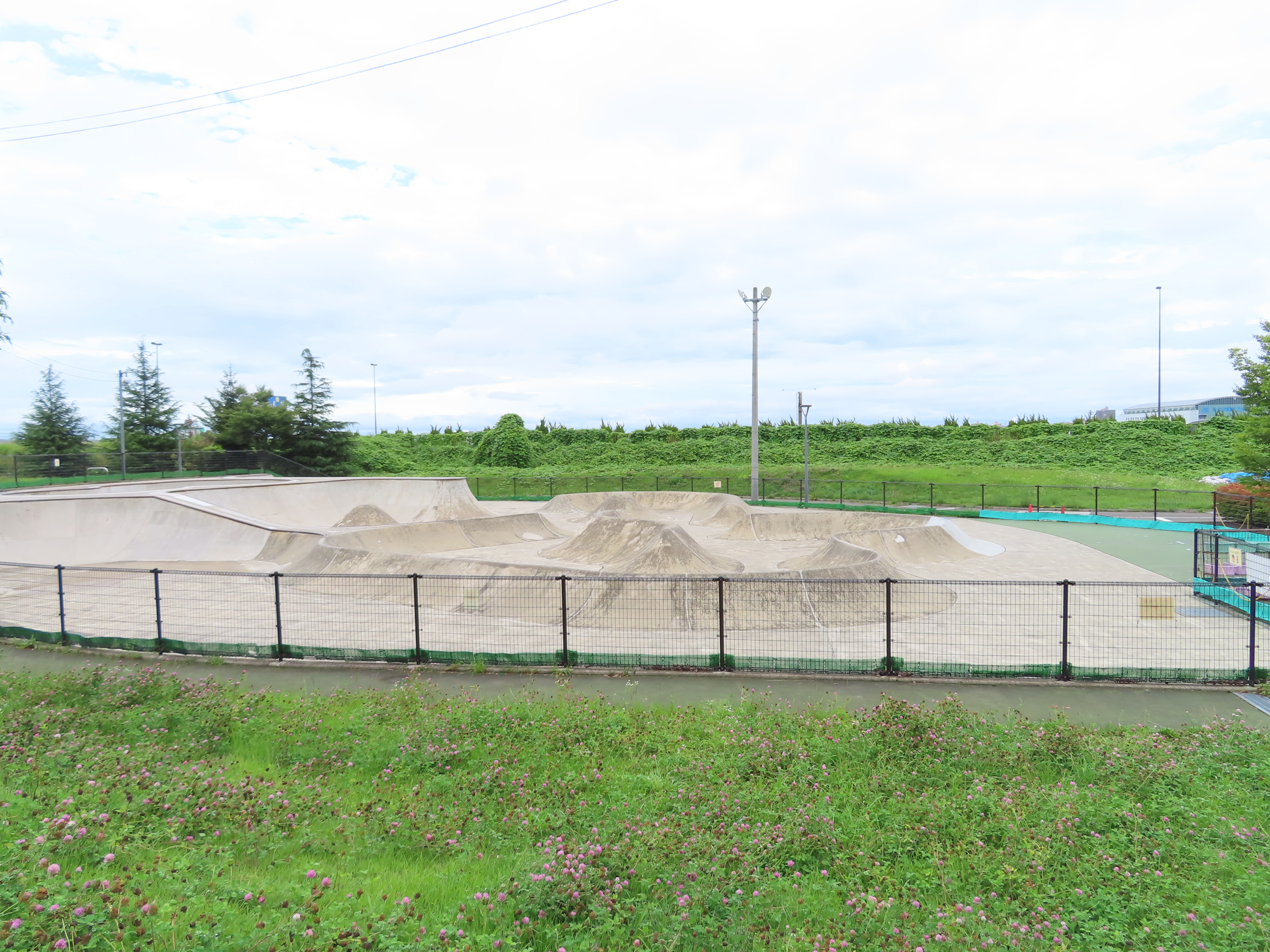
スケートボードパーク

### 宮城野体育館
メインアリーナ
- 床面積
  - 約2,000m2（41メートル×48メートル）
- 利用可能種目
  - バスケットボール：2面、バレーボール：3面、ハンドボール：1面、バドミントン：10面、テニスコート：3面、卓球：32台、バウンドテニス
- 観覧席
  - 1,072席（固定：752、可動：280、車椅子：40）

障碍者アリーナ
- 床面積
  - 約1,100m2（31メートル×36メートル）
- 利用可能種目
  - バスケットボール：1面、バレーボール：2面、バドミントン：6面・テニスコート：1面、卓球：10台、バウンドテニス
- 観覧席
  - 297席（固定：284、車椅子：13）

その他設備
- 会議室、サウンドテーブルテニス室、多目的室、幼児体育室、トレーニング室

### 仙台市民球場
- 当項目（仙台市民球場）を参照。

### 温水プール
- 25メートルプール（5コース（水深1.1〜1.2m）
- 幼児用プール（ウォータースライダー付き（水深0.9、0.45m））
- 歩行専用プール（流水型（水深 1.0m、1周38m）

### アーチェリー場
- 50メートル（30メートルにも対応）×10レーン（52m2）

### ボルダリング室
- スポーツクライミング対応。
- 人工壁（高さ：5メートル、幅：13メートル）

### その他
- スケートボードパーク
- 芝生広場

## 所在地
- 宮城県仙台市宮城野区新田東4丁目1番1号

## アクセス
電車
- JR仙石線 小鶴新田駅から徒歩で約7分。

バス
- 仙台駅前：仙台市営バス50番乗り場・小鶴新田駅行乗車（約25分）→「元気フィールド仙台前」停留所もしくは「小鶴新田駅」停留所で下車。

駐車場
- 駐車場あり（有料：358台）

## 休館日
- 年末年始（12月28日 - 1月4日）
- 点検日